# 萬代町停留場
萬代町停留場（日语：／ Bandaichō teiryūjō */?）是一位於日本北海道函館市萬代町的已廢電車站，在廢站之前，原本是函館市交通局（函館市電）本線的沿線車站之一。

## 歷史
- 參考函館市交通局的歷史。

## 車站構造
- 萬代町站屬於側式2面2線。由於沒有月台，因此設置安全地帶的道路指示牌來載客。

## 車站周邊
- 國道5號
- 美食城北海道萬代店

## 相鄰車站

### 已廢路線
函館市交通局
本線（於1993年4月1日廢站）
海岸町－萬代町－瓦斯會社前